# صموئيل ريتشاردسون (لاعب كريكت)
صموئيل ريتشاردسون (24 مايو 1844 في المملكة المتحدة - 18 يناير 1938) (بالإنجليزية: Samuel Richardson)‏ هو لاعب كريكت بريطاني وبريطاني (وحمل سابقاً جنسية المملكة المتحدة لبريطانيا العظمى وأيرلندا). لعب مع نادي مقاطعة ديربيشاير للكريكت ‏.